# Саша Васић
Саша Васић (Крушевац, 6. јун 1967) српски је музичар и композитор. Био је гитариста у популарној групи Ођила и лидер групе Мисија. Године 2001. победио је на музичком такмичењу Пјесма Медитерана са песмом К'о лијана. До сада је издао три албума.

## Фестивали
Пјесма Медитерана, Будва:
- Једном, награда за најбољу интерпретацију, '97
- Ко лијана (Категорија: Поп песме), најбољу поп песму, награда за најбољу интерпретацију и специјална награда жирија новинара Даворин Поповић, победничка песма, 2001
- Није истина, 2005

Сунчане скале, Херцег Нови:
- Само ћу с тобом трајати, 2000

Зрењанин:
- Увек кад, награда за најбољу интерпретацију, 2000

Европесма / Европјесма:
- Признај, 2004

Радијски фестивал, Србија:
- Нисам као ти, Радијски Фестивал 2004.

Омладина, Суботица:
- Ко лијана, поводом 50-о годишњице суботичког фестивала младих, 2011

Београдско пролеће:
- Отац, 2023

## Дискографија
Албуми
- Без имена (Комуна, 1997)
- Једном у животу (Кошава, 2000)
- Можда (Сити Рекордс, 2009)
- Сан (Менарт, 2018)

Синглови
- Једном (1997) Будвански фестивал
- Звезда то је тим (2000, компилација И ја сам звездаш)
- Само ћу с тобом трајати (2000) Сунчане скале
- Ко лијана (2001) Будвански фестивал
- Пица вегетеријана 2 са Груом и Шортијем
- Није знала (2003)
- Признај (2004) Европесма
- Нисам као ти (2004) Радијски фестивал
- Није истина (2005) Будвански фестивал
- Можда (2009)
- Загрљај (2017)
- Све у своје време/Ја сам се заљубио (2021, Звезде певају за децу)